# Erigone watertoni
Erigone watertoni är en spindelart som beskrevs av Simon 1897. Erigone watertoni ingår i släktet Erigone och familjen täckvävarspindlar. Inga underarter finns listade i Catalogue of Life.